# Lanciatore pesante
Un lanciatore pesante è un vettore spaziale in grado di sollevare e mandare carichi utili di un peso compreso tra 20 e 50 tonnellate (secondo la classificazione NASA, o tra 20 e 100 tonnellate secondo la classificazione russa) in orbita terrestre bassa (LEO). A partire dal 2023, i lanciatori pesanti includono il Lunga Marcia 5, il Proton-M e il Delta IV Heavy.
Questa classe di lanciatori è intermedia tra i lanciatori super-pesanti e quelli di classe media.
Al 2024, i lanciatori operativi che hanno dimostrato di poter inserire oltre 20 t in orbita terrestre bassa sono il Delta IV Heavy, il Lunga Marcia 5 e il Proton-M, mentre altri, come l'Ariane 6, l'Angara A5, il Falcon 9 Full Thrust e il Falcon Heavy sono progettati per fornire capacità di sollevamento pesante almeno in alcune configurazioni, ma non hanno ancora effettuato lanci con un carichi utili così pesanti.

## Confronto tra alcuni lanciatori pesanti
| Lanciatore           | Paese o agenzia multinazionale | Costruttore                                                          | Massa in LEO (kg)            | Massa in GTO (kg)                                 | Costo (milioni di USD) | Costo/kg (LEO)    | Costo/kg (GTO)    | Voli riusciti/ Numero di voli totali | Stato               |
| -------------------- | ------------------------------ | -------------------------------------------------------------------- | ---------------------------- | ------------------------------------------------- | ---------------------- | ----------------- | ----------------- | ------------------------------------ | ------------------- |
| New Glenn            | Stati Uniti                    | Blue Origin                                                          | 45 000                       | 13 000                                            |                        |                   |                   | 1/1                                  | Operativo           |
| Vulcan               | Stati Uniti                    | United Launch Alliance                                               | 27 200                       | 14 500                                            | 110                    | 3 800             | 7 330             | 2/2                                  | Operativo           |
| Lunga Marcia 5       | Cina                           | CALT                                                                 | 25 000                       | 14 000                                            |                        | 3 000             |                   | 11/12                                | Operativo           |
| Angara A5            | Russia                         | GKNPC Chruničev                                                      | 24 500                       | 5 400                                             | 100                    |                   |                   | 4/4                                  | 4 voli di prova     |
| Proton M             | Russia                         | GKNPC Chruničev                                                      | 23 000                       | 6 920                                             | 65                     | 2 826             | 9 400             | 101/112                              | Operativo           |
| Falcon 9 Full Thrust | Stati Uniti                    | SpaceX                                                               | 22 800 (non riutilizzabile)  | 8 300 (non riutilizzabile) 5 500 (riutilizzabile) | 67 (non riut.)         | 2 939 (non riut.) | 8 072 (non riut.) | 18/18                                | Operativo           |
| Falcon Heavy         | Stati Uniti                    | SpaceX                                                               | 38 000-45 000                | 8 000                                             | 97                     | 2 553-2 155       | 12 125            | 11/11                                | Operativo           |
| Ariane 5 ECA         | ESA                            | ArianeGroup                                                          | 21 000                       | 10 700                                            | 175                    | 8 330             | 16 350            | 111/116                              | Ritirato            |
| Ariane 6 (A64)       | ESA                            | ArianeGroup                                                          | 21 650                       | 11 500                                            | 77-90                  |                   |                   | 2/2                                  | Operativo           |
| Terran R             | Stati Uniti                    | Relativity Space                                                     | 20 000                       |                                                   |                        |                   |                   | 0/0                                  | In sviluppo         |
| Delta IV Heavy       | Stati Uniti                    | United Launch Alliance                                               | 28 790                       | 14 220                                            | 350                    | 12 157            | 2                 | 1/13                                 | Ritirato            |
| Titan IVB            | Stati Uniti                    | Lockheed Martin                                                      | 21 682                       | 5 761 (9 000 con lo stadio superiore)             | 250 - 350              | 11 530 - 13 836   | 43 395 - 60 753   | 15/17                                | Ritirato            |
| Proton K             | Unione Sovietica Russia        | GNPKZ Krounitchev                                                    | 22 776                       |                                                   | 85                     | 4 302             | 18 359            | 275/311                              | Ritirato            |
| Space Shuttle        | Stati Uniti                    | Thiokol (SRBs) Martin Marietta (ET) Rockwell International (orbiter) | 24 500 (133 500 con orbiter) | 3 810                                             | 300                    | 10 416            | 50 874            | 132/135                              | Ritirato            |
| Atlas V HLV          | Stati Uniti                    | United Launch Alliance                                               | 29 420                       | 13 000                                            |                        |                   |                   | 0/0                                  | Progetto cancellato |
| VentureStar          | Stati Uniti                    | Lockheed Martin                                                      | 20 412                       |                                                   |                        |                   |                   | 0/0                                  | Progetto cancellato |
| Ares I               | Stati Uniti                    | ATK (I stadio) Boeing (II stadio)                                    | 25 400                       |                                                   |                        |                   |                   | 0/0                                  | Progetto cancellato |

1. ↑  Non riutilizzabile, solo in questa configurazione rientra nella categoria dei lanciatori pesanti, mentre in caso di recupero del primo stadio rientra tra i lanciatori medi
2. ↑  Numero di lanci effettuato in versione non riutilizzabile.

## Galleria d'immagini

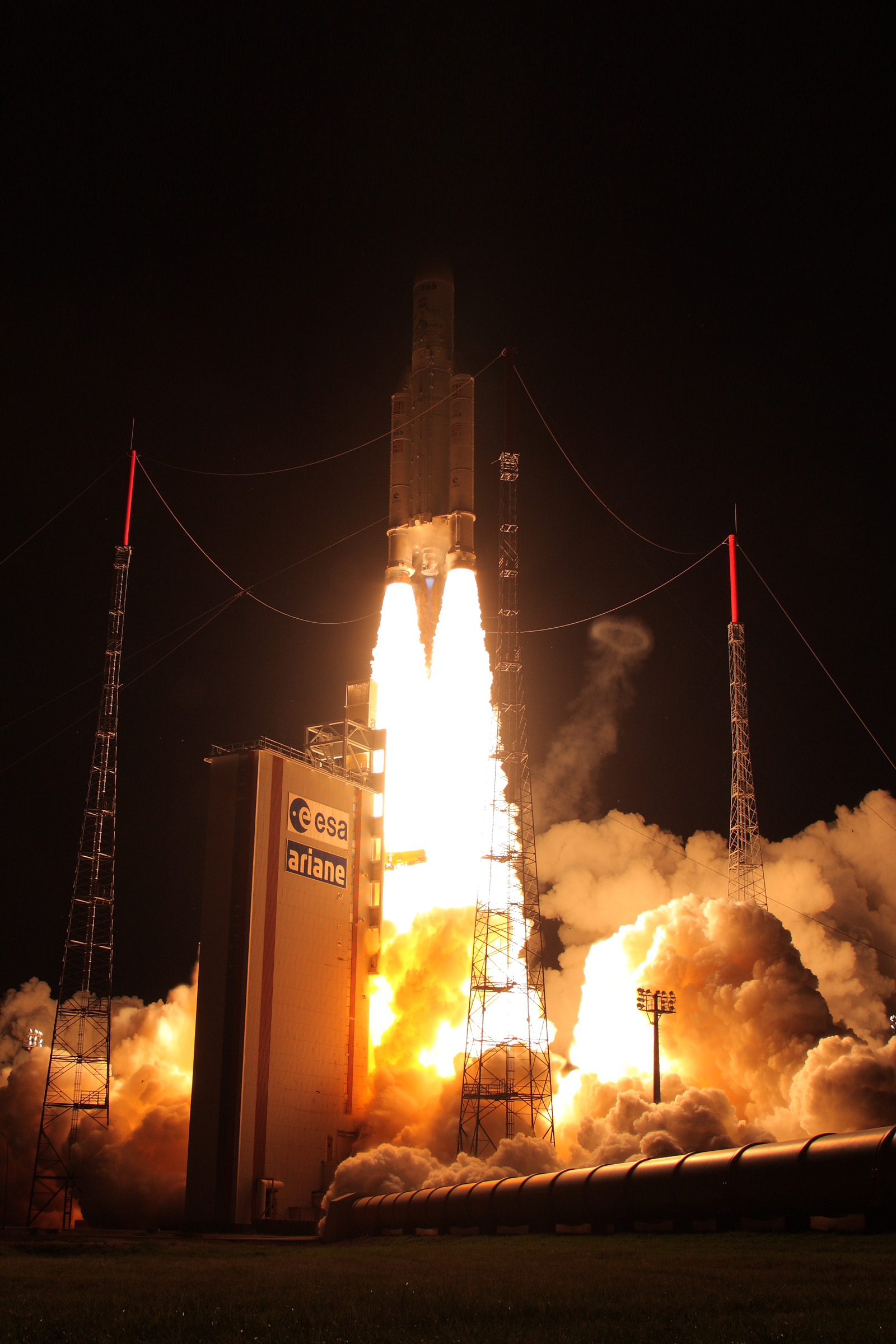
Un Ariane 5 che lancia la navetta ATV Albert Einstein verso la Stazione spaziale internazionale nel giugno 2013
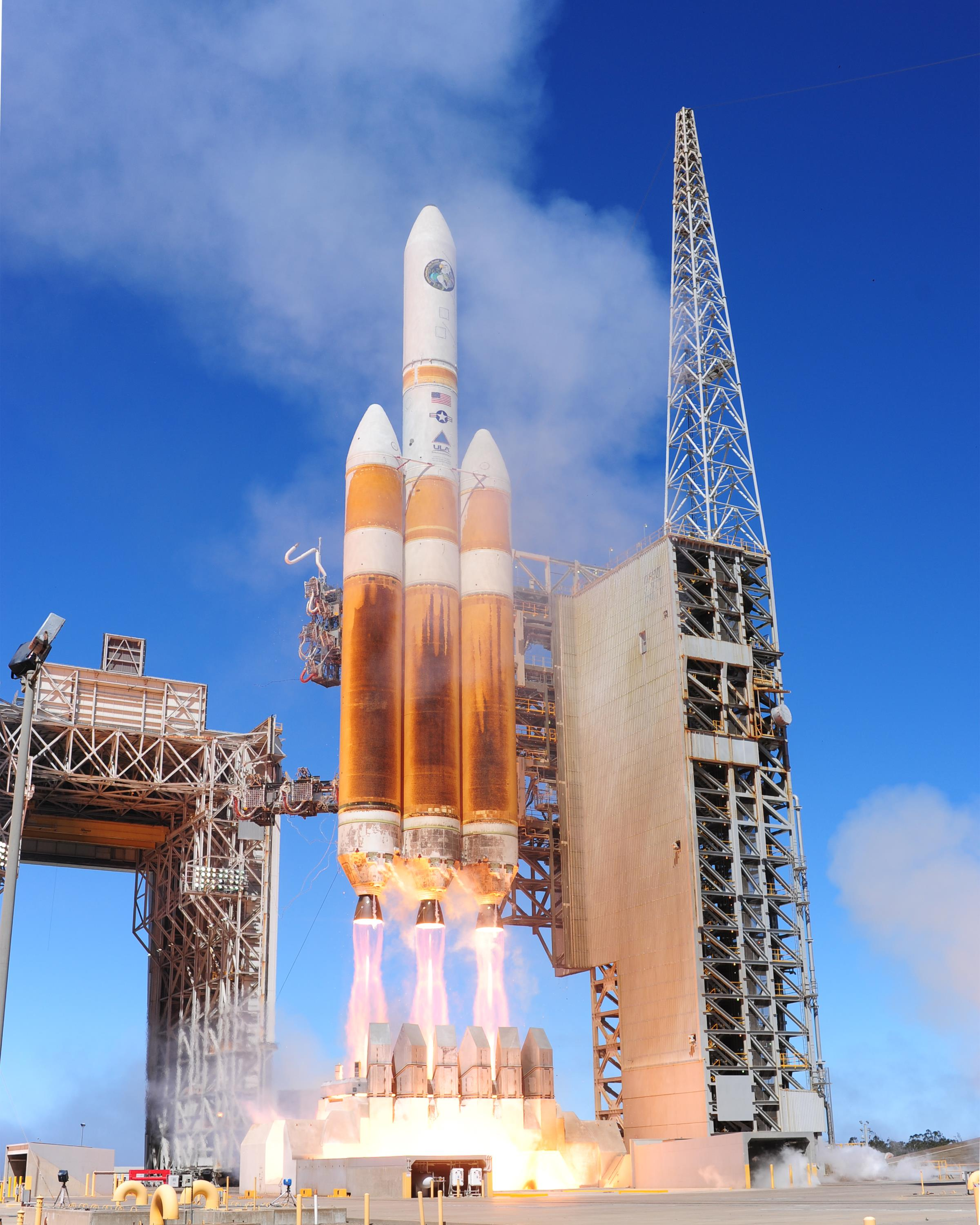
Un Delta IV Heavy lanciò un carico utile della National Reconnaissance Office il 28 agosto 2013, dalla Vandenberg Air Force Base, in California
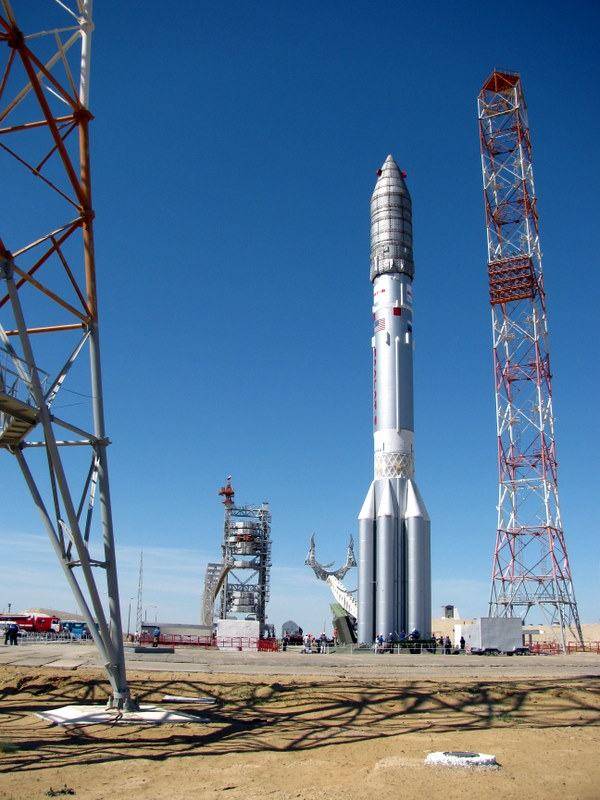
Un Proton-M sulla rampa di lancio del Cosmodromo di Bajkonur
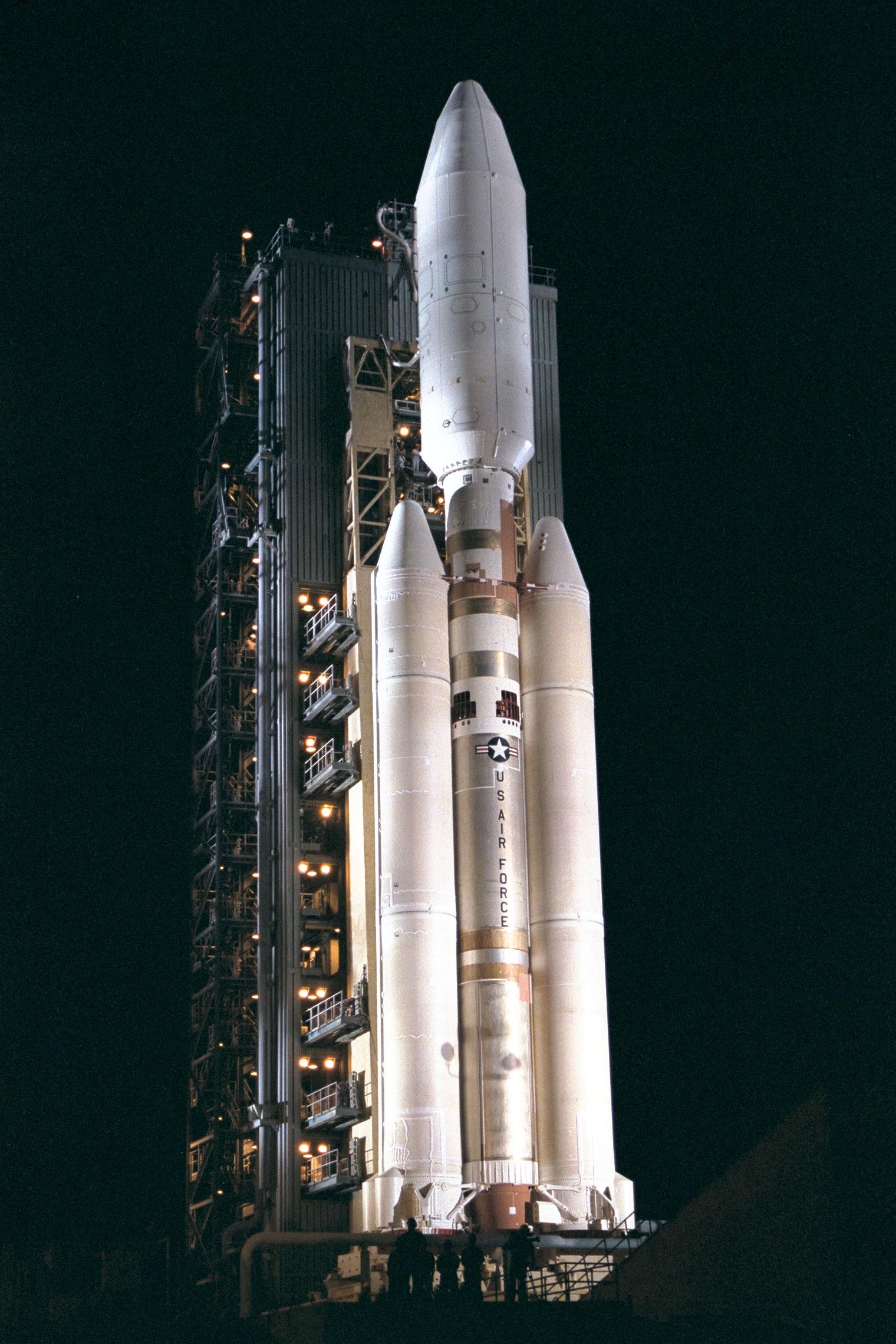
Il Titan IV sulla rampa prima di lanciare la sonda spaziale Cassini-Huygens verso Saturno, nell'ottobre 1997